# Nephodia differens
Nephodia differens är en fjärilsart som beskrevs av Paul Dognin 1902. Nephodia differens ingår i släktet Nephodia och familjen mätare. Inga underarter finns listade i Catalogue of Life.